# Scartamento metrico
Si denomina impropriamente scartamento metrico lo scartamento ferroviario di 1 000 mm (1 metro).
Lo scartamento 1.000 mm qui specificato, valido per Austria, Svizzera, Italia e Francia, è ampiamente diffuso anche in Sud America, Africa ed Asia, e costituisce, con lo scartamento da 1 067 mm (3' e 6") di origine anglosassone, un buon compromesso rispetto allo scartamento standard di 1 435 mm in quanto a riduzione dei costi di costruzione, perché permette raggi di curvatura minori (e quindi più adattabilità al territorio) e minori opere d'arte, conserva una buona qualità di carico e di velocità di trasporto e riduce in genere i costi di esercizio.
In Italia viene definito metrico (a maggior ragione impropriamente) anche quello da 950 mm che caratterizza la maggior parte delle reti esistenti o costruite nel passato e poi dismesse. L'equivoca definizione risale, a detta degli esperti, alla Legge Baccarini del 1879 che autorizzò la progettazione e la costruzione di molte ferrovie di 2ª, 3ª e 4ª categoria con l'uso del più economico scartamento ridotto; dato che all'epoca era invalso in Italia l'uso francese di misurare lo scartamento tra le mezzerie del fungo della rotaia e non sui bordi interni delle stesse ; la legge raccomandava nelle sue norme attuative, con tale sistema di misurazione, l'uso di uno dei due scartamenti, 1 500 o 1 000 mm, quindi le linee progettate e costruite successivamente si trovarono, con la misura al bordo interno, ad avere lo scartamento di 950 mm. Tale scartamento è definito "Metrico Italiano".

## Italia
La maggioranza delle ferrovie a scartamento ridotto costruite in Italia sono da 950 mm. 
Le linee con lo scartamento metrico esatto (1.000 mm al bordo interno) erano in prevalenza le ex-austriache che adottavano il metodo di misura usato ancor oggi. Tuttavia vi furono alcune eccezioni di ferrovie che, pur non essendo "ex austriache", adottarono il metrico esatto, tra queste la ferrovia Genova-Casella.

### Scartamento 950
- Ferrovia Roma-Fiuggi-Alatri-Frosinone (dismessa eccetto la tratta Roma-Giardinetti)
- Circumvesuviana
- Ferrovia Circumetnea
- Tranvia di Sassari
- Rete tranviaria di Cagliari
- Ferrovie della Sardegna (in parte dismesse)
- Ferrovie Appulo Lucane (in parte dismesse)
- Ferrovie della Calabria (in parte dismesse)
- Rete FS a scartamento ridotto della Sicilia (dismessa)
- Ferrovia Siracusa-Ragusa-Vizzini (dismessa)
- Ferrovia delle Dolomiti (dismessa)
- Ferrovia Rocchette-Asiago (dismessa)
- Ferrovia Rimini-Novafeltria (dismessa)
- Ferrovia Rimini-San Marino (dismessa)
- Ferrovia Alto Pistoiese (dismessa)
- Ferrovia Arezzo-Fossato di Vico (dismessa)
- Ferrovia Pescara-Penne (dismessa)
- Ferrovia Spoleto-Norcia (dismessa)
- Ferrovia Porto San Giorgio-Amandola (dismessa)

#### Nelle ex colonie
Lo scartamento 950 mm venne impiegato anche nelle ferrovie realizzate nelle ex colonie:
- Ferrovia Massaua-Asmara, Eritrea
- Ferrovia Asmara-Biscia, Eritrea (dismessa)
- Ferrovia Bengasi-Barce, Libia (dismessa)
- Ferrovia Bengasi-Soluch, Libia (dismessa)
- Ferrovia Tripoli-Tagiura, Libia (dismessa)
- Ferrovia Tripoli-Vertice 31, Libia (dismessa)
- Ferrovia Tripoli-Zuara, Libia (dismessa)
- Ferrovia Mogadiscio-Villaggio Duca degli Abruzzi, Somalia (dismessa)

### Scartamento 1000
- Ferrovia Domodossola-Locarno
- Ferrovia del Bernina
- Ferrovia Trento-Malé-Mezzana
- Ferrovia Genova-Casella
- Ferrovia del Renon (Rittnerbahn)
- Tranvia Trieste Opicina
- Ferrovia Castelraimondo-Camerino (dismessa)
- Ferrovia Intra-Premeno (dismessa)
- Ferrovia della Val di Fiemme (dismessa)
- Tranvia Lucca-Maggiano
- Tranvia Lucca-Pescia-Monsummano

#### Nelle ex colonie
In Etiopia era già stata costruita dai francesi una ferrovia prima dell'occupazione italiana con lo scartamento 1.000 mm:
- Ferrovia Addis Abeba-Gibuti

## Francia

### Ferrovie in esercizio
- Chemin de fer de la baie de Somme (Association CFBS)
- Chemins de fer de la Corse, di proprietà della Collectivité territoriale de Corse ed esercite dalla SNCF.
- Chemins de fer des Côtes-du-Nord (Association CFCdN)
- Chemin de fer de la Mure (Veolia Transport)
- Chemins de fer de Provence, al 2010 formata dalla sola ferrovia Nizza-Digne, di proprietà della Provenza-Alpi-Costa Azzurra ed esercita dalla Compagnie ferroviaire du Sud-France (CFSF), divisione di Veolia Transport.
- Chemin de fer du Blanc-Argent (CBA Compagnie de Blanc-Argent pour le compte de la SNCF)
- Linea Saint-Gervais - Vallorcine (SNCF)
- Linea di Cerdagne (SNCF)
- Tramway du Mont-Blanc, TMB (Compagnie du Mont-Blanc)
- Chemin de fer du Montenvers, TMB (Compagnie du Mont-Blanc)
- Chemin de fer de la Rhune (Veolia Transport)
- Chemin de fer du Vivarais (CFV)
- Voies Ferrées du Velay, Dunière-Saint-Agrève (VFV)

### Reti passate a scartamento ordinario
- Rete bretone

### Ferrovie dismesse
- Compagnie des Chemins de Fer Départementaux (CFD)
- Société Générale des Chemins de Fer Economiques (SGCFE ou SE)
- Chemins de fer et transport automobile (CFTA)

#### Alsazia
- Linea Phalsbourg - Lutzelbourg Ex A-L.
- Tramway de Munster à la Schlucht

#### Aquitania
- Tranvia Pierrefitte-Cauterets-Luz

#### Basse-Normandie
- Chemins de fer du Calvados, lignes à voie étroite de type Decauville (0,60 m)
- Ligne Cormeilles - Pont-l'Évèque, prolongement de la ligne Cormeilles - Glos-Montfort (Eure)

#### Bourgogne
- Chemins de Fer Départementaux de la Côte d'Or, Lignes Dijon-Mirebeau sur Bèze, Dijon-Beaune, *Dijon-Châtillon sur Seine, Beaune-Saulieu
- Lignes Sens - Villeneuve-l'Archevêque et Saint-Maurice-aux-Riches-Hommes - Nogent-sur-Seine

#### Bretagne
- Réseau breton (RB)
- Chemins de fer armoricains (CFA)
- Chemins de fer des Côtes-du-Nord (CdN)
- Chemins de fer départementaux du Finistère (CFDF)
- Tramway de Brest au Conquet (TEF)
- Tramways d'Ille et Vilaine (TIV)
- Chemins de fer du Morbihan (CM)

#### Centre
- Tramways d'Eure-et-Loir
- Tramways de l'Indre
- Ligne Blois - Saint Aignan sur Cher Ex P.-O.
- Ligne de Vierzon à Neuilly-Moulin-Jamet

Petit Anjou 
Ligne La Guerche - Châteaumeillant 
Réseau berrichon

#### Champagne-Ardenne
- Chemins de fer de la Banlieue de Reims

#### Franche-Comté
- Chemins de fer Régionaux de Franche-Comté, ensuite intégré au CFD en 1949

#### Doubs (25)
- Compagnie des chemins de fer du Doubs, réseau dit des « Chemins de Fer du Doubs » (CFD)
- Compagnie du chemin de fer d'intérêt local d'Andelot à Levier, ensuite intégrée au CFD
- Compagnie du tramway de Pontarlier à Mouthe, appelée « Compagnie PM », ensuite intégrée au CFD.

#### Jura (39)
- Chemins de fer vicinaux du Jura, réseau départemental exploité par CFV

#### Haute-Saône (70)
- Chemins de fer vicinaux de Haute-Saône, réseau départemental exploité par CFV
- Compagnie du Chemin de fer de Gray à Gy et prolongements, reprise par la CFV
- Compagnie générale des Chemins de fer vicinaux (CFV)

#### Île-de-France
- Ligne Valmondois - Marines
- Lagny - Mortcerf

#### Languedoc-Roussillon
- Chemins de fer de Camargue
- Ligne Arles-sur-Tech - Prats-de-Mollo (Tramway du Vallespir) (avec embranchement vers Saint-Laurent de Cerdans)
- Ligne de Florac à Sainte-Cécile d'Andorge

#### Meurthe-et-Moselle (54)
- Ligne de Toul à Thiaucourt
- Ligne de Lunéville à Blâmont et à Badonviller
- Ligne de Lunéville à Einville
- Tramway de Longwy

#### Meuse (55)
- Réseau du Meusien
- Chemins de fer de la Woëvre

#### Mosella (57)
- Ligne de Thionville à Mondorf-les-Bains
- Ligne de Lutzelbourg à Drulingen
- Tramway de Morhange
- Tramway de Saint-Avold
- Tramway de Thionville
- Tramway de Forbach

#### Vosgi
- Ligne de la vallée de Celles
- Tramway de Remiremont à Gérardmer
- Tramway de Gérardmer à la Schlucht et au Hohneck
- Tramway d'Épinal

#### Lot (46)
- du Quercy

#### Nord
- Chemins de fer du Cambrésis

#### Pas-de-Calais
- Ligne Berck-Plage - Paris-Plage
- Ligne Aire-sur-la-Lys - Berck-Plage

#### Pays de la Loire
- Ligne Bourgneuf - Saint-Gilles-Croix-de-Vie

#### Petit Anjou
- Ligne Pornic-Paimboeuf
- Ligne de Nantes à Legé
- Tramways de la Sarthe
- Tramway d'Erbray (ligne de Châteaubriant à Ancenis via Erbray).

#### Aisne (02)
- Chemins de fer départementaux de l'Aisne (CDA) puis Chemins de Fer Secondaires du Nord-Est (CFSNE)
- Chemins de fer départementaux des Ardennes (CFDA) - Lignes de Asfeld (08) à Montcornet et Dizy-le-Gros - St-Erme
- Chemins de fer du sud de l'Aisne (CSA)
- Chemins de fer de la Banlieue de Reims (CBR) - Ligne de Soissons à Rethel (08) puis Chemins de Fer Secondaires du Nord-Est (CFSNE)
- Chemins de fer d'Intérêt Local du Nord de la France (ILNF) - Ligne de Roisel (80) à Hargicourt et de Guise au Catelet
- Chemin de fer de Laon-Ville à Laon-Gare (CFL)
- Chemin de fer du Cambrésis - Lignes de St-Quentin - Le Catelet et Le Catelet - Denain (59)
- Chemins de fer économiques (SE) - Ligne de La Ferté-Sous-Jouarre (77) à Montmirail (51)

#### Oise (60)
- VFIL - Ligne Estrées-Saint-Denis - Froissy - Crèvecœur-le-Grand
- Chemin de fer de Hermes à Beaumont
- VFIL - Ligne Méru - Labosse
- Chemins de fer du Sud de l'Aisne (CSA) - Ligne de Gandelu (02) à Mareuil-sur-Ourcq
- Chemins de fer départementaux de l'Aisne (CDA) - Ligne de Coucy (02) - Vic-sur-Aisne (02) (commune d'Autrèches (60) desservie)

#### Somme (80)
- Chemins de fer économiques (SE) - Réseau de la Somme
- Chemins de fer d'Intérêt Local du Nord de la France (ILNF) - Ligne de Roisel à Hargicourt (02)

#### Poitou-Charentes
- Chemins de fer économiques des Charentes
- Tramway des Deux-Sèvres

#### Provence-Alpes-Côte d'Azur
- Chemins de fer de Camargue
- Chemins de fer de Provence, anciennement "Sud-France"
- Ligne d'Orange à Buis-les-Baronnies
- Tramways des Alpes-Maritimes

#### Rhône-Alpes
- Ligne d'Orange à Buis-les-Baronnies
- Ligne d'Annemasse à Sixt
- Ligne de Bellegarde à Chezery
- Ligne de Messimy - St-Symphorien-sur-Coise (Chemins de Fer départementaux du Rhône et de la Loire)
- Ligne de Moutiers à Brides-les-Bains (Compagnie des Voies ferrées des Alpes françaises)
- Ligne de Viricelles-Chazelles à St-Symphorien-sur-Coise (Compagnie des Tramways électrique de Viricelles-Chazelles à St-Symphorien-sur-Coise et Extensions)
- Ligne de Saint-Galmier-Veauche à Saint-Galmier-Ville (Compagnie du chemin de fer de de Saint-Galmier-Veauche à Saint-Galmier-Ville)
- Ligne de St-Béron au Pont-de-Beauvoisin et Aoste-St-Genix (Compagnie du Tramway de Pont-de-Beauvoisin)
- Ligne de Voiron à St-Béron (Société du chemin de fer Voiron à St-Béron)
- Chemin de fer du Beaujolais
- Chemins de fer Départementaux de la Loire
- Chemins de fer départementaux du Rhône - Saône-et-Loire
- Chemin de fer de Saint-Victor à Thizy (Société du Chemin de fer routier de St-Victor à Thizy)
- Tramways de l'Ain
- Tramway d'Annecy à Thônes
- Tramways de l'Ardèche
- Tramways de la Drôme
- Voies Ferrées du Dauphiné
- Tramways de l'Ouest du Dauphiné

## Svizzera

### Scartamento 1000
- Ferrovia Montreux-Oberland Bernese
- Ferrovia Frauenfeld-Wil
- Forchbahn
- Langenthal-Jura-Bahn
- Ferrovia Aigle-Ollon-Monthey-Champéry
- Ferrovia Bremgarten-Dietikon
- Ferrovia Langenthal-Melchnau
- Ferrovia Aigle-Sépey-Diablerets
- Ferrovia Aigle-Leysin
- Ferrovia Bex-Villars-Bretaye
- Ferrovia La Chaux-de-Fonds-Les Ponts-de-Martel
- Ferrovia Biel-Täuffelen-Ins
- Ferrovia del Säntis
- Ferrovia Appenzello-San Gallo-Trogen
- Ferrovia Landquart-Coira-Thusis
- Rete tranviaria di Berna
- Ferrovia Bière-Apples-Morges
- Ferrovia Meiringen-Innertkirchen
- Ferrovia Davos-Filisur
- Ferrovia Landquart-Davos
- Ferrovia Lugano-Tesserete (dismessa)
- Ferrovia Lugano-Ponte Tresa
- Ferrovia Bellinzona-Mesocco (dismessa)
- Ferrovia del Brünig
- Ferrovia del Bernina
- Ferrovia dell'Albula
- Ferrovia Altstätten-Gais
- Ferrovia del Furka-Oberalp
- Ferrovia della Schöllenen
- Ferrovia Briga-Visp-Zermatt
- Linee della Chemins de fer du Jura eccetto la ferrovia Porrentruy-Bonfol
- Ferrovia Le Locle-Les Brenets
- Rete tranviaria di Neuchâtel
- Ferrovia Domodossola-Locarno
- Ferrovia Yverdon-Sainte-Croix
- Rete tranviaria di Basilea
- Rete tranviaria di Ginevra
- Ferrovie dell'Oberland bernese
- Ferrovia del Gornergrat
- Rete tranviaria di Zurigo